# Марк Фульвий Гиллон
Марк Фу́львий Гилло́н (лат. Marcus Fulvius Gillo; умер после 89 года) — древнеримский политический деятель из знатного плебейского рода Фульвиев Гиллонов, консул-суффект 76 года.

## Биография
Марк происходил из италийского города Форум Новум и принадлежал к Фульвиям Гиллонам — ветви старинного и знатного плебейского рода. 
В 76 году Гиллон занимал должность консула-суффекта совместно с Галеоном Теттиеном Петронианом. Позднее, в 89/90 году Марк Фульвий исполнял обязанности проконсула Азии.
Известно, что его приёмным сыном являлся консул-суффект 99 года Квинт Фульвий Гиллон Биттий Прокул.